# Burl Ives
Burl Icle Ivanhoe Ives (Hunt City, Illinois, 14 de junho de 1909 – Anacortes, Washington, 14 de abril de 1995) foi um premiado ator, escritor e cantor de música folk norte-americano. Também foi membro da Ordem DeMolay.
Burl Ives ganhou o Óscar de Melhor Ator (coadjuvante/secundário) e o Globo de Ouro Melhor Ator (coadjuvante/secundário) em cinema com a sua atuação no filme Da Terra Nascem os Homens.

## Filmografia
- Um toque de sedução (1988)
- Pobre menina rica - A história de Barbara Hutton (TV) (1987)
- Vigaristas do barulho (1986)
- Caravana da coragem (voz) (1984)
- Cão branco (1982)
- Destino: Terra (1981)
- Somente você e eu (1979)
- As novas aventuras de Heidi (1978) (televisão)
- The Bermuda depths (1978) (televisão)
- Raízes (1977) (televisão)
- Baker's Hawk (1976)
- The First Easter Rabbit (1976) (televisão) (voz)
- Hugó a víziló (1975)
- The Man who wanted to live forever (1970) (televisão)
- Império dos homens maus (1970)
- The Whole World is Watching (1969) (televisão)
- The Sound of Anger (1968) (televisão)
- The Other Side of Bonnie and Clyde (1968) (voz)
- Pinocchio (1968) (televisão)
- Aqueles fantásticos loucos voadores (1967)
- The Daydreamer (1966) (voz)
- Rudolph, the red-nosed reindeer (1964) (voz)
- O barco do desespero (1964)
- Um gênio entrou lá em casa (1964)
- I know an old lady who swallowed a fly (1964) (voz)
- Doce verão dos meus sonhos (1963)
- Labirinto de paixões (1962)
- Algemas partidas (1960)
- A quadrilha maldita (1959)
- Nosso homem em Havana (1959)
- Da terra nascem os homens (1959)
- Gata em teto de zinco quente (1958)
- Jornada tétrica (1958)
- Desejo (1958)
- Um rosto na multidão (1957)
- Os grandes deste mundo (1956)
- Vidas amargas (1955)
- Serras sangrentas (1950)
- Tão perto do coração (1948)
- No coração do oeste (1948)
- Os prados verdes (1948)
- Furacão negro (1946)

## Prêmios e indicações
Em 1959, Burl Ives ganhou o Óscar de Melhor Ator (coadjuvante/secundário) e também o Globo de Ouro Melhor Ator (coadjuvante/secundário) em cinema por sua atuação em Da Terra Nascem os Homens.